# El Peñon, Cundinamarca
El Peñon là một khu tự quản thuộc tỉnh Cundinamarca, Colombia. Thủ phủ của khu tự quản El Peñon đóng tại El Peñon Khu tự quản El Peñon có diện tích ki lô mét vuông. Đến thời điểm ngày 28 tháng 5 năm 2005, khu tự quản El Peñon có dân số 5554 người.